# Камашинский район
Камашинский район (узб. Qamashi tumani / Қамаши тумани) — административная единица в Кашкадарьинской области Узбекистана. Административный центр — город Камаши.

## История
Камашинский район был образован в 1937 году. В 1938 году вошёл в состав Бухарской области, а 20 января 1943 года отошёл к Кашкадарьинской области. 8 мая 1943 года часть территории района была передана в новый Кок-Булакский район.
18 декабря 1957 года к Камашинскому району был присоединён Кок-Булакский район. В 1960 году район вошёл в состав Сурхандарьинской области, а в 1963 году был упразднён. В 1964 году восстановлен в составе Кашкадарьинской области.

## Административно-территориальное деление
По состоянию на 1 января 2011 года в состав района входят:
- Город районного подчинения Камаши.
- 5 городских посёлков:

1. Бадахшан,
2. Баландчайла,
3. Каратепа,
4. Кызылтепа,
5. Сарбазар.

- 11 сельских сходов граждан:

1. Ертепа,
2. Жонбузсой,
3. Камай,
4. Карабаг,
5. Каратепа,
6. Кизилтепа,
7. Кокбулак,
8. Лойкайсой,
9. Равот,
10. Тукбай,
11. Чим.